# 新明解ナム語辞典
『新明解ナム語辞典』（しんめいかいナムごじてん）は、1987年に日本ソフトバンクより出版された書籍。西島孝徳著、ナムコ編集・監修。定価5,000円。
史上初のビデオゲーム専門用語辞典を謳い、ナムコに関する項目を中心に1364項目を収録している。

## 沿革
「ゲームおたく」を自認する著者が、メーカーに名前を覚えてもらう目的と、ゲームマニアの標準用語集を作りたいという意図のもとに、1984年3月に「明解ナム語辞典」を制作（収録語数約280）。それをナムコの広報誌「NG」の編集部に送ったところ、当時の誌面でも取り上げられた。誌面記事によると、同辞典はルーズリーフ用紙26枚に手書きで記されたものだった。
その後、読者対象をマニアから一般のゲームプレイヤーに移し、全面改訂を行った「新明解ナム語辞典」（収録語数約650）を、1985年8月に制作。
1987年、雑誌『Beep』6月号のナムコ特集において、西島と編集者の対談が掲載され、同号より「新版・明解ナム語辞典」を連載開始（1988年4月号まで）。さらにナムコの正式な監修と、前述の連載内容を含む増補改訂を経て、同年12月に書籍として出版された。

## 内容
題材となるナムコゲームは、古くは『おそ松くんダービー』（1965年製）、最新作は『ドラゴンスピリット』まで。しかし内容はナムコにとどまらず、当時のゲームセンターやプレイヤー間で流布した隠語、ゲーム開発者の符丁なども収録。ゲームの設定と実際の画面から得られる情報を元に、『ゼビウス』の建造物の高さを導き出すなど、シャーロキアンにも似た研究成果も記されている。
著者は「読んで楽しい辞典」を目指しており、軽妙な文体にシニカルな記述が多く、1980年代のアーケードゲームにまつわる『悪魔の辞典』と呼ぶべきものとなっている。描きおろしのイラストや写真も、数多く収録。
巻末には、『ディグダグ』と『ドルアーガの塔』の卓上ポップ（当時ゲームセンターに置かれていたポップを縮小した復刻版）を、付録として掲載。

## 備考
- 装丁はグラフィックデザイナーの林廣行らによるもので、基板をモチーフにしたプラスチック製。外箱は段ボール製で、予約特典として『リブルラブル』のテレホンカードが付属していた。装丁は海外で高く評価され、ニューヨーク・アートディレクターズクラブ（英語版）国際展、およびブルノ国際グラフィックデザインビエンナーレにて入選している。
- 「新明解」は三省堂の登録商標であり、同辞典では三省堂の承諾を得たうえで「新明解」を使用している。
- 編集協力には、とみさわ昭仁らも名を連ねている。
- Beep誌「新版・明解ナム語辞典」の連載は、本書の発売後も続いたが、内容は徐々にナムコ関連の辞書企画から逸脱。連載終了後、1988年5月号からは同誌で「らくしょ＝にしぢまのどっからでもかかってきなさい!」が連載された。なお、同誌ではほかに「ピンボール・グラフィティ」も連載。
- 『ナムコミュージアム』シリーズの攻略本「ナムコミュージアム パーフェクトガイド」シリーズにて、題材となるゲームの項目が同辞典より一部抜粋されて掲載されている。
- 2013年にテレビ東京系列で放送されたテレビドラマ『ノーコン・キッド 〜ぼくらのゲーム史〜』において、主要登場人物の出会いのきっかけとなるキーアイテムとして登場[2]。